# Teatro do naturalismo
- O teatro do naturalismo surge paralelamente ao movimento literário do naturalismo. Seu precursor foi o escritor e dramaturgo Émile Zola.

É uma vertente teatral surgida na França no fim do século XIX e início do século XX que buscava criar uma ilusão da realidade no palco através de uma série de técnicas e estratégias de atuação. Originário de uma radicalização do realismo, o naturalismo corresponde a um tipo de interpretação teatral que busca reproduzir a o comportamento natural humano com a mais absoluta fidelidade, tentando produzir a realidade de forma mimética. A centralidade da atuação concentra-se na pessoa do ator, que busca atuar através do estudo minuncioso da psicologia, comportamento e gestual humano. O uso de cenários incrementados é dispensado, mantendo-se apenas o minimamente essencial no palco. Para Zola, os principios básicos de uma peça era "tornar grande, tornar verdadeiro, tornar simples", as ações das personagens deveriam ser explicadas pelo ambiente ao redor e pela hereditariedade.
O naturalismo foi bastante influenciado por uma compreensão darwiniana, sobretudo ao determinar o papel do meio na personagem, e a motivação para o seu comportamento. Algumas características de uma peça naturalista são o uso de falas  cotidianas, uma visão palpavel da realidade (sem fantasmas, deuses, fadas ou intervenções ex-machina nas ações humanas), temáticas contemporâneas e racionais, retratando diferentes classes sociais e seus conflitos.
O estilo de interpretação e encenação surge como oposição ao expressionista, e pouco a pouco torna-se o estílo mais utlizado no teatro, sobretudo com o surgimento do cinema e posteriormente da televisão. No jargão teatral o termo pode tomar uma conotação negativa por crença de que seja necessária pouco conhecimento técnico para alcançá-lo, o que é ilusório pois o naturalismo serviu de base à uma miríade de métodos de interpretação, dos quais o mais conhecido é o Método, ensinado na Actor's Studio.

## Principais obras realistas
Casa de Bonecas - Henrik Ibsen
A dama das Camélias - Alexandre Dumas
Os pequenos burgueses - Máximo Gorki
Os tecelões - Gerhart Hauptman